# Sadat City
Sadat City (arabo: مدينة السادات, Madīnat as-Sādāt) è una città del Governatorato di al-Manufiyya in Egitto. È stato fondata nel 1978 e prende il nome dall'ex presidente Anwar al-Sadat. Fa parte della prima generazione di città fondate dall'Autorità per le nuove comunità urbane.

## Geografia
La città si trova a circa 93 km a nord ovest della città del Cairo lungo l'autostrada Cairo-Alessandria.

## Industria
È una delle più grandi città industriali del Paese, ma anche la più ecocompatibile del Medio Oriente grazie alla presenza di circa 350 km² di verde. Sono presenti molte aziende operanti in vari settori.